# Lista de integrais de funções exponenciais
A lista seguinte contém integrais de funções exponenciais.

Integral Exponencial:
{\displaystyle \int e^{cx}\;dx={\frac {1}{c}}e^{cx}}
{\displaystyle \int a^{cx}\;dx={\frac {1}{c\ln a}}a^{cx}\qquad {\mbox{(para }}a>0,{\mbox{ }}a\neq 1{\mbox{)}}}
{\displaystyle \int xe^{cx}\;dx={\frac {e^{cx}}{c^{2}}}(cx-1)}
{\displaystyle \int x^{2}e^{cx}\;dx=e^{cx}\left({\frac {x^{2}}{c}}-{\frac {2x}{c^{2}}}+{\frac {2}{c^{3}}}\right)}
{\displaystyle \int x^{n}e^{cx}\;dx={\frac {1}{c}}x^{n}e^{cx}-{\frac {n}{c}}\int x^{n-1}e^{cx}dx}
{\displaystyle \int {\frac {e^{cx}\;dx}{x}}=\ln |x|+\sum _{i=1}^{\infty }{\frac {(cx)^{i}}{i\cdot i!}}}
{\displaystyle \int {\frac {e^{cx}\;dx}{x^{n}}}={\frac {1}{n-1}}\left(-{\frac {e^{cx}}{x^{n-1}}}+c\int {\frac {e^{cx}dx}{x^{n-1}}}\right)\qquad {\mbox{(para }}n\neq 1{\mbox{)}}}
{\displaystyle \int e^{cx}\ln x\;dx={\frac {1}{c}}e^{cx}\ln |x|-\operatorname {Ei} \,(cx)}
{\displaystyle \int e^{cx}\sin bx\;dx={\frac {e^{cx}}{c^{2}+b^{2}}}(c\sin bx-b\cos bx)}
{\displaystyle \int e^{cx}\cos bx\;dx={\frac {e^{cx}}{c^{2}+b^{2}}}(c\cos bx+b\sin bx)}
{\displaystyle \int e^{cx}\sin ^{n}x\;dx={\frac {e^{cx}\sin ^{n-1}x}{c^{2}+n^{2}}}(c\sin x-n\cos x)+{\frac {n(n-1)}{c^{2}+n^{2}}}\int e^{cx}\sin ^{n-2}x\;dx}
{\displaystyle \int e^{cx}\cos ^{n}x\;dx={\frac {e^{cx}\cos ^{n-1}x}{c^{2}+n^{2}}}(c\cos x+n\sin x)+{\frac {n(n-1)}{c^{2}+n^{2}}}\int e^{cx}\cos ^{n-2}x\;dx}
{\displaystyle \int xe^{cx^{2}}\;dx={\frac {1}{2c}}\;e^{cx^{2}}}
{\displaystyle \int {1 \over \sigma {\sqrt {2\pi }}}\,e^{-{(x-\mu )^{2}/2\sigma ^{2}}}\;dx={\frac {1}{2\sigma }}(1+{\mbox{erf}}\,{\frac {x-\mu }{\sigma {\sqrt {2}}}})}
{\displaystyle \int e^{x^{2}}\,dx=e^{x^{2}}\left(\sum _{r=1}^{n}{\frac {1}{2^{n}x^{2n-1}}}\right)+{\frac {2n-1}{2^{n}}}\int {\frac {e^{x^{2}}\;dx}{x^{2n}}}}
{\displaystyle \int _{-\infty }^{\infty }e^{-ax^{2}}\,dx={\sqrt {\pi  \over a}}}